# NGC 7754
NGC 7754 ist eine Spiralgalaxie vom Hubble-Typ Sa im Sternbild Wassermann auf der Ekliptik. Sie ist schätzungsweise 349 Millionen Lichtjahre von der Milchstraße entfernt und hat einen Durchmesser von etwa 60.000 Lichtjahren.

Im selben Himmelsareal befinden sich die Galaxien NGC 7759 und NGC 7763.
Das Objekt wurde am 28. November 1885 von Francis Leavenworth entdeckt.